# Перова Олена В'ячеславівна
Олена В'ячесла́вівна Перо́ва (нар. 24 червня 1976, Москва, РСФСР, СРСР) — російська співачка і музикант, ведуча, актриса. Екс-солістка російських музичних гуртів «Ліцей» (1991—1997) і «Амега» (1998—2000). Лауреат премії «ТЕФІ—2008» у категорії «Обличчя» у номінації «Ведучий ток-шоу».

## Біографія
Народилася 24 червня 1976 року в Москві в родині музикантів, які працюють в оркестрі Московського академічного театру сатири, В'ячеслав Петрович Перов — кларнетист, Галина Володимирівна Перова — піаністка.
Займалася в музичній школі. Музичний талант в ній першим розгледів її старший брат Сергій Супонєв, який в 1986 році привів сестру в вокально-хореографічну групу «Дитячий світ» під керівництвом композитора Валентина Овсяннікова, пізніше перетворену в Московський дитячий театр естради. У цьому колективі Перова познайомилася з Анастасією Макаревич і Ізольдою Ішханішвілі, з якими в 1991 році стала працювати в групі «Ліцей», створеної продюсером Олексієм Макаревичем. Разом з дівчатами з групи знімалася для журналу «Playboy» (1997), в результаті двічі потрапила на обкладинку журналу. У 1997 році брат Сергій влаштував Олену на телебачення ведучою програми «Щас спою» на телеканалі «ТВ Центр», продюсером якої він був, що послужило приводом для сварки в групі і конфлікт з продюсером, внаслідок чого в 1997 році через порушення умов контракту про заборону участі в сторонніх проектах співачка була звільнена з тріо «Ліцей».
З 1998 по 2000 рік співала в музичній поп — гранжевій групі «Амега».
У 2000 році за допомогою Юрія Усачова («Гости из будущего»), як сольна виконавиця, записала дебютний альбом «Лети за сонцем». За твердженням Перової, всі пісні до цього альбому вона написала сама за десять днів.
У 2000 році закінчила Московський економіко-статистичний інститут і Міжнародний інститут готельного менеджменту і туризму.
У 2001 році продовжуючи сольну творчість як самостійна співачка, Олена вступила в творчий альянс із продюсером Євгеном Курбатовим (група «Земляни»), зібравши з челябінських музикантів свій сольний проект — групу «Пір'я». Слова і музику для своїх сольних альбомів Олена писала сама, а стиль своєї музики визначила як «поп-рок».
У 2002 році знялася в російському художньому фільмі «В русі» режисера Філіпа Янковського і записала пісню до фільму — композицію «Лечу в небо», яка так і не прозвучала у фільмі, але на яку в 2006 році був знятий відеокліп, зйомки якого проходили на даху 30-поверхового будинку на проспекті Вернадського в Москві за участю Костянтина Хабенського, Аліси Богарт і Дмитра Єрмілова. У 2002 році брала участь в реаліті-шоу «Останній герой 3: Залишитися в живих» на «Первом канале» . Дійшла до фіналу шоу, але переможцем став Володимир Пресняков, який вирішив поділитися частиною свого грошового виграшу з «колегою по мукам на острові і просто хорошою подругою» Оленою Перовою.
З 7 листопада 2004 по 15 травня 2010 року на телеканалі «СТС» (а потім на телеканалі «Домашній»), вела музичне ток-шоу «Життя прекрасне» разом з колишнім міністром культури Михайлом Швидким і композитором та піаністом Левоном Оганезову. За роботу в цій програмі стала лауреатом премії «ТЭФИ-2008» у категорії «Обличчя» в номінації «Ведучий ток-шоу».
З 2008 по 2010 роки знімалася в одній з головних ролей в телесеріалі «Маргоша».
З 2009 року — колумніст телевізійної програми «Інфоманія» на «СТС».
12 березня 2011 дебютувала в ролі ведучої програми «Дівчата» на телеканалі «Росія 1» поряд з постійними ведучими Мариною Голуб, Ольгою Шелест і Тутті Ларсен. У тому ж році брала участь в екстремальному телешоу «Жорстокі ігри (2-й сезон)» на «Первом канале». З 6 листопада 2011 року вела розважальне телешоу «Битва інтер'єрів» на каналі «СТС».
У 2013 році була членом журі відбіркового туру другого сезону російського телевізійного музичного проекту «Голос» на «Первом канале».
У 2013—2014 роках, на запрошення Юрія Аксюти і Костянтина Ернста, займала посаду головного редактора дирекції музичних і розважальних програм на «Первом канале».
З березня 2016 по травень 2017 року, вела програму «Родом з дитинства» на «Дитячому радіо».

### Справи про ДТП і позбавлення водійських прав
20 березня 2013 року Перова постраждала в серйозної аварії, проїжджаючи на своєму " Опелі " по Новосущевському провулку (біля будинку № 11 по вулиці Образцова) в Москві: на повному ходу врізалася у позашляховик «Мерседес», який стояв на узбіччі дороги з включеною «аварійкою» . Сама Перова заявила, що в момент зіткнення «Мерседес» стояв на трамвайних коліях.
За словами лікарів НДІ швидкої допомоги імені М. В. Скліфосовського, куди була доставлена співачка, вона отримала забій грудної клітини, плеча і легкий струс головного мозку. За кермом Олена була в білих рукавичках, які були всі в крові. Було незрозуміло, як отримана травма — під час аварії, чи при спробі суїциду. За неперевіреними даними, артистка перед аварією намагалася перерізати собі вени, але вчасно схаменулася і поїхала до свого психоаналітика, на шляху до якого і сталося ДТП. Пізніше лікарі прийняли рішення помістити Перову в психосоматичне відділення однієї з провідних клінік Москви, куди зазвичай кладуть тих, хто намагається вчинити самогубство.
Після аварії мати Перової повідомила про те, що після того, як закінчилися зйомки програми «Життя прекрасне», у дочки почався період простою — її нікуди не запрошували, через що вона була в депресії, а півроку тому звернулася до психоаналітика. 30 березня 2013 року стало відомо, що результати медичної експертизи, проведеної після аварії, показали наявність в крові Перової алкоголю. 17 квітня 2013 року Мировий суд в Москві позбавив Олену Перову права керувати транспортними засобами на 1,5 року. 19 марта 2014 года в программе «Наедине со всеми» с Юлией Меньшовой на Первом канале Елена Перова рассказала о муссировавшихся слухах насчёт её попытки суицида:
«Я просто попала в аварию и порезала руку. Никаких попыток суицида, конечно же, об этом не шло речи. Я очень люблю своих родителей, и ради них я даже ни разу не прыгала с парашютом, хотя, может быть, и хотела бы попробовать. Поскольку в моей семье есть уже несколько погибших людей, моих родных, мне кажется, даже если бы у меня такие мысли были, я бы просто не посмела этого сделать. Это была странная весна, немного сложная для меня. Я находилась во внутреннем „раздрае“. Но ни о каком суициде, конечно, речи идти не могло. Я совершенно не в обиде на жёлтую прессу. Они занимаются своим делом. Единственное, они пугают моих друзей, с которыми я редко общаюсь, пугают коллег моих родителей, и те вынуждены что-то объяснять. Но нет худа без добра. Я не в обиде на жёлтую прессу».
За повідомленнями засобів масової інформації, 28 березня 2014 року співробітники ДПС на півночі Москви, на перетині Ленінградського шосе і вулиці Флотської, зупинили автомобіль «Ауді», за кермом якого перебувала Олена Перова в нетверезому стані. Посвідчення водія у співачки при собі не було, так, як 17 квітня 2013 року вона вже була позбавлена права керувати транспортними засобами за аналогічне адміністративне правопорушення. Увагу дорожніх поліцейських дівчина привернула тим, що дуже невпевнено керувала автомобілем. Їй запропонували пройти медичний огляд, яке підтвердило в крові у артистки близько 0,9 проміле алкоголю. 17 квітня Перова через свого адвоката передала, що визнала свою провину і розкаялася. Вона була оштрафована на 30 тисяч рублів за водіння у п'яному вигляді. Порушення нею попереднього судового рішення про заборону водити машину, очевидно, залишилося безкарним.
1 вересня 2014 року російські засоби масової інформації повідомили про те, що Олену Перову госпіталізовано у важкому стані в НДІ швидкої медичної допомоги імені М. В. Скліфосовського. Лікарі виявили її близько трьох годин дні 1 вересня практично без свідомості в її квартирі на вулиці Раскової на півночі Москви. За попередніми даними, Перова, будучи в нетверезому вигляді, наковталася або препаратів-діуретиків, або психотропних лікарських засобів, що викликало сильне отруєння. Спочатку, після надання першої медичної допомоги, її поклали в реанімаційне відділення, а потім перевели в звичайну палату.

## Особисте життя
- У 1997—1998 рр. як зазначала сама Перова, вона недовгий час була одружена з сином міністра вугільної промисловості Уряду РФ (ім'я та прізвище невідомі, такої посади в уряді РФ не існує)[8][40][41].
- Існує поширена думка про її бісексуальну орієнтацію і лесбійські стосунки, чого вона сама не заперечує[40].
- У 2001—2002 рр. була у стосунках з адміністратором групи «Земляни» Євгеном Курбатовим, який на той момент був продюсером її сольного рок-проекту «Пір'я» (в складі з челябінськими музикантами)[9][10].
- Станом на 2019 рік — неодружена, дітей немає.

## Родина
- Батько — В'ячеслав Петрович Перов (рід. 1946), кларнетист оркестру Московського академічного театру сатири[3][4].
- Мати — Галина Володимирівна Перова (дев. Куликова)[42] (нар. 1941), піаністка оркестру Московського академічного театру сатири .
- Брат (єдиноутробний) — Сергій Євгенович Супонєв (1963—2001), радянський і російський телеведучий, керівник дирекції дитячих програм «ОРТ»[43][44].
  - племінник — Кирило Супонєв (1984—2013) з раннього віку працював на телебаченні (був ведучим передачі «Можливо все» під псевдонімом Кирило Венопус), закінчив журфак МГИМО, грав на ударних в групі «Ромео повинен померти»[45] . У вересні 2013 року, у віці 29 років, покінчив життя самогубством, повісившись[46].
  - племінниця — Поліна Супонєва (рід. 2000).

## Творчість

### Дискографія

#### У складі групи «Ліцей»
- 1992 — «Домашній арешт»
- 1994 — «Подруга ніч»
- 1996 — «Відкритий завісу»
- 1997 — «Паровозик-хмарка»
- 1997 — «Для тебе» (Live-концерт в ГЦКЗ «Росія»)

#### Сольні пісні в групі «Ліцей»
- «Мати» [Архівовано 3 грудня 2019 у Wayback Machine.]
- «Заспівай мені» [Архівовано 30 грудня 2019 у Wayback Machine.]

#### У складі групи«Амега»
- 1999 — «Вгору. Частина 1»

#### Сольні альбоми
- 2000 — «Лети за сонцем»
- 2004 — «Тепер я»
- 2005 — «Dати»

### Фільмографія
- 2002 — У русі — Ліза Колесова
- 2007 — Глянець — епізод
- 2008—2010 — Маргоша (1-3 сезони) — Анна Сомова, радіоведуча, найкраща подруга Маргоші
- 2013 — Ангел або демон (2 сезон) — Тетяна Углова, директор видавництва, сестра Миколи Углова[47].

### Робота на радіо і телебаченні
- 1997 — ведуча програми «Щас спою» на телеканалі «ТВ Центр»[6].
- 1997 — ведуча програми «Партійна зона» на телеканалі " ТВ-6 ".
- 2004—2010 (з 7 листопада 2004 року по 15 травня 2010) — провідна музичного ток-шоу " Життя прекрасне " разом з Михайлом Швидким на телеканалі «СТС», а потім на телеканалі "Домашній "[16][17].
- 2010—2011 — «Оливье Шоу» на «Первом канале»[джерело не вказане 3044 дні]
- 2011 — (з 12 березня) ведуча програми «Дівчата» на телеканалі «Росія 1» поряд з постійними ведучими Мариною Голуб, Ольгою Шелест і Тутті Ларсен[19].
- 2011 — з 6 листопада 2011 року вела телешоу " Битва інтер'єрів " на каналі «СТС»[20].
- 2013 — член журі відбіркового туру 2 сезону музичного телепроєкту «Голос» на «Первом канале»[21].
- 2013—2014 — головний редактор дирекції музичних і розважальних програм на «Первом канале»[3][29].
- 2016—2017 — ведуча програми «Родом з дитинства» на «Дитячому радіо»[23].

## Нагороди
- 1994 — приз «Срібний мікрофон» на конкурсі «Хіт-парад Останкіно» в складі групи «Ліцей»[11].
- 1996 — лауреат премії «Золотий грамофон» в складі групи «Ліцей» (пісня «Осінь»).
- 2008 — лауреат російської національної телевізійної премії " ТЕФІ-2008 " у категорії «Обличчя» в номінації «Ведучий ток-шоу» за музичне ток-шоу «Життя прекрасне» на телеканалі «СТС»[2][18].

## Факти
- Популярною помилкою є факт участі Олени Перовою в епізодичній ролі («Щур в образі маленької дівчинки»(рос. Крыс в образе маленькой девочки; насправді зіграний Юлією Русских) у фільмі «Гостя з майбутнього». Олена Перова спростувала цю інформацію в програмі «Головний герой» на НТВ від 18 листопада 2007 року. Тезка і однофамільниця Олени, старша за неї на кілька років, знімалася в іншому епізоді фільму — серед групи школярів майбутнього в космопорту, разом з Інною Гомес. Звідси і пішла плутанина, відображена навіть на сайті телевізійного фільму[48].